# Lymantria libella
Lymantria libella este o specie de molii din genul Lymantria, familia Lymantriidae, descrisă de Swinhoe 1904 Conform Catalogue of Life specia Lymantria libella nu are subspecii cunoscute.